# Статуя Роберта Піла (Парламентська площа)
Статуя Роберта Піла на Парламентській площі в Лондоні (англ. Statue of Jan Smuts, Parliament Square) — бронзова скульптура сера Роберта Піла, колишнього прем'єр-міністра Великої Британії. Скульптуру створив Меттью Нобл, і вона була однією з перших трьох статуй, встановлених на площі.

## Опис
Статуя сера Роберта Піла, виконана скульптором Метью Ноблом, розташована на Парламентській площі, з обличчям до Грейт-Джордж-стріт у південно-західному куті площі. Бронзову статую на гранітному п'єдесталі внесли до списку пам’яток, що охороняються, зі статусом Grade II.

## Історія
У 1871 році запропоновано встановити три статуї: сера Роберта Піла, Едварда Сміта-Стенлі, 14-го графа Дербі, та Генрі Джона Темпла, 3-го віконта Пальмерстона. Після доповіді в Скарбниці Великої Британії визначено, що два сади, що утворюють Парламентську площу, можна адаптувати таким чином, щоб на них можна було встановити 18 статуй. Спочатку пропонувалося побудувати всі п'єдестали одночасно, залишаючи їх порожніми до завершення створення статуй.
Статуя сера Роберта Піла була останньою роботою Нобла, яку він завершив: він помер 23 червня 1876 року. Статую відлили на ливарному заводі Cox and Son у Темз-Діттоні у вересні 1876 року. Гранітний п'єдестал вже був готовий на місці, і на той час сподівалися, що статуя буде встановлена до кінця року. Урочисте відкриття статуї в грудні 1876 року не проводилось на прохання комітету. Це була третя статуя, встановлена на Парламентській площі. Після встановлення статуї Роберта Піла на площі було вирішено, що доцільно додати ще статуї державних діячів через близькість площі до Палати громад.
У червні 2020 року статуя постраждала від вандалізму під час протестів на підтримку Джорджа Флойда, і створена петиція, що вимагала її демонтажу через те, що Піл був засновником Служби столичної поліції. Статую не демонтували.